# 淳于量
淳于 量（じゅんう りょう、511年 - 582年）は、南朝梁から陳にかけての軍人。字は思明。本貫は済北郡。

## 経歴
梁の光烈将軍・梁州刺史の淳于文成の子として生まれた。はじめ湘東王蕭繹に仕えて、湘東王常侍を初任とし、西中郎府中兵参軍を兼ねた。湘東王府の府佐や常を歴任し、中兵や直兵を兼任すること十数年、江陵で軍備を養った。
荊州と雍州の境では、少数民族がたびたび梁の支配に反抗し、山帥の文道期が勢威を張っていた。中兵の王僧弁が文道期を討ったが、連戦して敗勢に陥ったため、淳于量が派遣されて王僧弁を助けた。淳于量が到着すると、王僧弁と協力して文道期を撃破した。功績により広晋県男に封じられ、涪陵郡太守に任じられた。新興郡太守・武寧郡太守を歴任した。
侯景の乱が起こると、湘東王蕭繹は建康に対する援軍として五軍を派遣したが、淳于量はそのうち一軍を預った。建康が陥落すると、淳于量は江陵に帰還した。蕭繹により仮節・通直散騎常侍・都督巴州諸軍事・信威将軍・巴州刺史に任じられた。侯景の軍が巴州を攻撃してくると、蕭繹は都督の王僧弁に命じて巴陵に入らせた。淳于量は王僧弁とともに侯景の侵入をはばみ、侯景軍を破って、その部将の任約を捕らえた。ついで郢州に進攻して、侯景の部将の宋子仙を捕らえた。そのまま王僧弁に従って侯景の乱を平定した。承聖元年（552年）、功績により左衛将軍の位を受け、謝沐県侯に封じられた。まもなく持節・都督桂定東西寧四州諸軍事・信威将軍・安遠護軍・桂州刺史として出向した。
承聖3年（554年）、江陵が西魏の侵攻で陥落すると、淳于量はそのまま桂州に拠って守った。王琳が湘州・郢州に割拠すると、淳于量は王琳と連絡しつつ、また別に陳霸先に使者を派遣して帰属した。永定元年（557年）、陳が建国されると、持節・散騎常侍・平西大将軍の位を受けた。まもなく鎮南将軍の位に進んだ。永定3年（559年）2月、都督・鎮西大将軍・開府儀同三司の位を受けた。6月、文帝が即位すると、征南大将軍の位に進んだ。
王琳の乱の平定後、たびたび入朝を求められ、天嘉5年（564年）3月には中撫大将軍として召された。淳于量の部将たちは、建康から離れた桂州の山谷の地に安住しており、入朝を望んでいなかった。文帝は湘州刺史の華皎に衡州の境の黄洞を討たせて、淳于量を迎えようとした。天康元年（566年）、淳于量は建康に入った。道にたむろしていたことが役人に奏上され、開府儀同三司の位を剥奪された。光大元年（567年）、華皎の乱が起こると、淳于量は使持節・征南大将軍・西討大都督に任じられ、水軍を率いて華皎を討った。華皎の乱が平定されると、北周の長胡公元定らを降した。功績により侍中・中軍大将軍・開府儀同三司の位を受け、醴陵県公に封じられた。使持節・都督南徐州諸軍事・鎮北将軍・南徐州刺史として出向した。
太建元年（569年）、征北大将軍の位に進んだ。太建3年（571年）、江陰王蕭季卿が梁の陵墓の樹を買った事件により免官されると、淳于量も連座して侍中の位を剥奪された。まもなく再び侍中の位を加えられた。太建5年（573年）、中護大将軍として召還された。
呉明徹が北伐の軍を起こすと、淳于量は六男の淳于岑を派遣して従軍させた。淮南が平定されると、淳于量は始安郡公に改封された。太建6年（574年）、使持節・都督郢巴南司定四州諸軍事・征西大将軍・郢州刺史として出向した。太建7年（575年）、召還されて中軍大将軍・護軍将軍の位を受けた。太建9年（577年）、公務の失敗のため侍中の位を剥奪された。まもなく再び侍中の位を加えられた。太建10年（578年）、呉明徹が呂梁の戦いで敗戦すると、淳于量は使持節・都督水陸諸軍事を加えられ、散騎常侍・都督南北兗譙三州諸軍事・車騎将軍・南兗州刺史に任じられた。太建13年（581年）、左光禄大夫の位を加えられた。
太建14年（582年）4月、死去した。享年は72。司空の位を追贈された。

## 伝記資料
- 『陳書』巻11 列伝第5
- 『南史』巻66 列伝第56